# Cruzeiro EC
A Cruzeiro Esporte Clube, röviden Cruzeiro egy brazil sportegyesület, melyet 1921-ben Belo Horizontéban alapítottak. Több sportág szakosztálya is a szárnyaik alá tartozik, ezek közül a legsikeresebb a labdarúgó szakosztály. A Mineiro bajnokságban és az országos első osztály, a Série A küzdelmeiben vesznek részt. A Cruzeiro együttese a São Paulo, Flamengo és a Santos csapataival egyetemben még sosem esett ki az elit ligából.

## Története
A klubot olasz bevándorlók alapították 1921. január 2-án. Societá Sportiva Palestra Italia néven, melyet 1942-ig használhattak, ugyanis a kormány szankcionálta az tengelyhatalmak bármiféle megjelenését a brazil közéletben. A csapat új nevét, szimbólumuk a Cruzeiro do Sul ihlette.

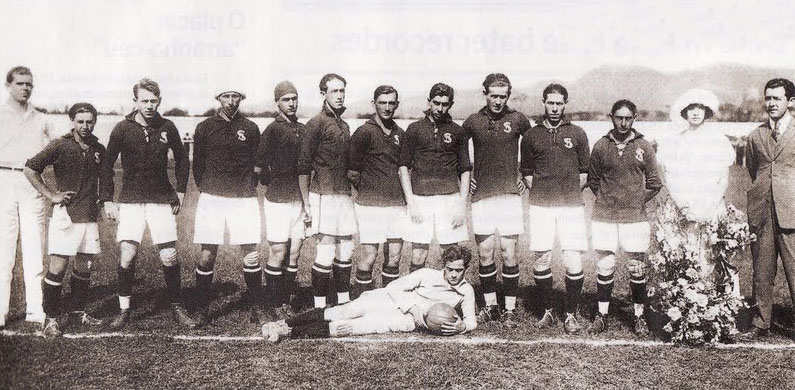
Felvétel egy 1923-as Cruzeiro-Flamengo mérkőzésről.

## Sikerlista

### Hazai
- 4-szeres bajnok: 1967, 2003, 2013, 2014
- 6-szoros kupagyőztes:  1993, 1996, 2000, 2003, 2017, 2018

### Állami
- 38-szoros Mineiro bajnok: 1926, 1928, 1929, 1930, 1940, 1943, 1944, 1945, 1956, 1959,1960, 1961, 1965, 1966, 1967, 1968, 1969, 1972, 1973, 1974, 1975, 1977, 1984, 1987, 1990, 1992, 1994, 1996, 1997, 1998, 2003, 2004, 2006, 2008, 2009, 2011, 2014, 2018
- 2-szeres Mineiro kupagyőztes:  1991, 1999
- 2-szeres Mineiro szuperkupa győztes:  2002
- 5-szörös Taça Minas Gerais győztes: 1973, 1982, 1983, 1984, 1985
- 2-szeres Copa Sul-Minas kupagyőztes: 2001, 2002
- 1-szeres Copa Centro-Oeste kupagyőztes: 1999
- 10-szeres Torneio Início győztes: 1926, 1927, 1929, 1938, 1940, 1941, 1943, 1944, 1948, 1966
- 1-szeres Belo Horizonte kupagyőztes: 1960

### Nemzetközi
- 2-szeres Libertadores-kupa győztes: 1976, 1997
- 2-szeres Supercopa Sudamericana győztes: 1991, 1992
- 1-szeres Recopa Sudamericana győztes: 1998
- 1-szeres Supercopa Masters győztes: 1995
- 1-szeres Arany-kupagyőztes:  1995
- 3-szoros Amsterdam kupagyőztes:  2006, 2008, 2012

## A klub híres játékosai

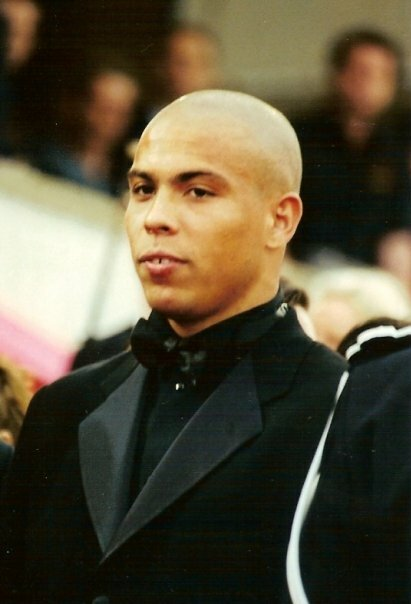
Ronaldo első profi csapata a Cruzeiro volt.

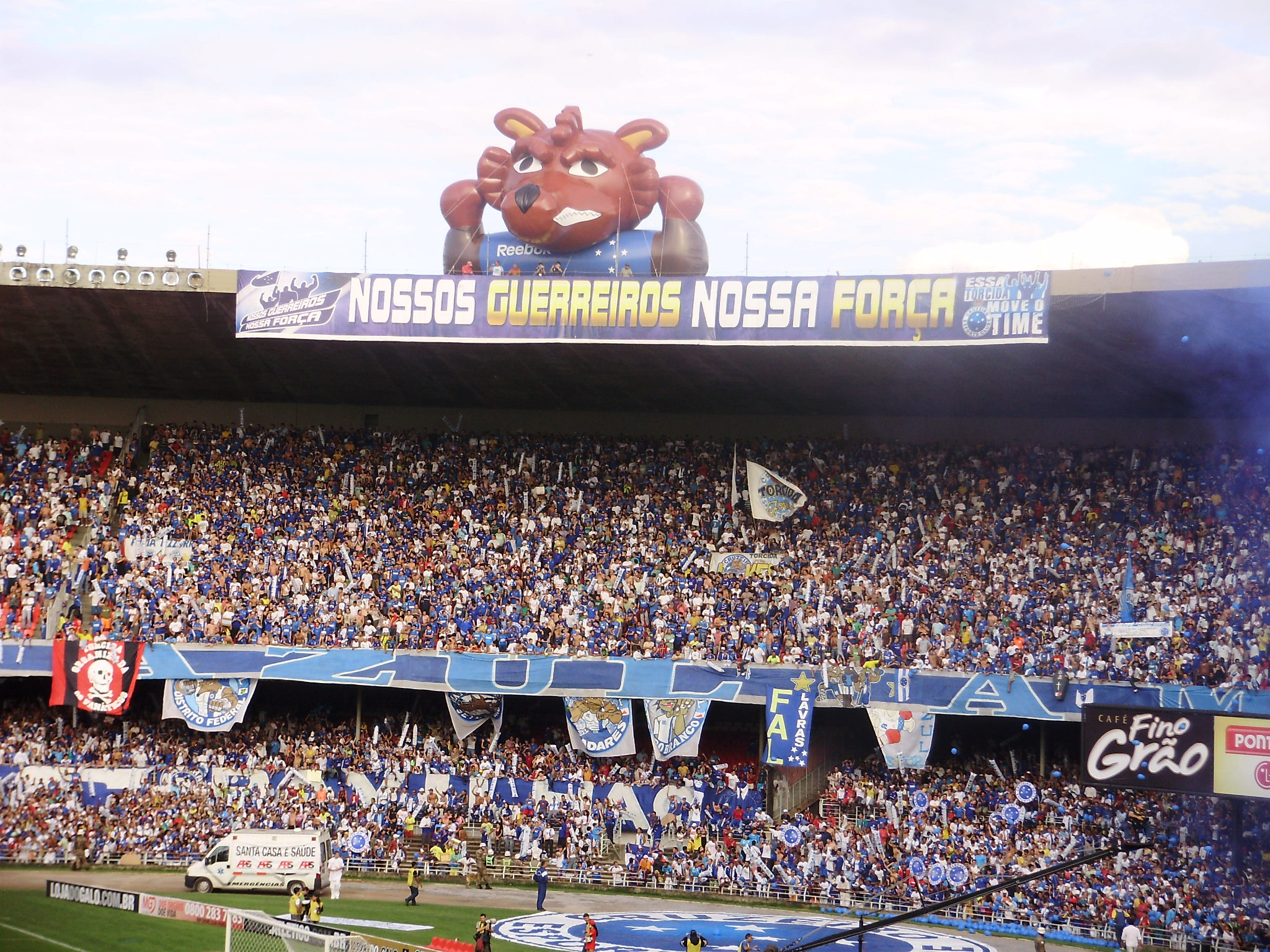
Szurkolók egy csoportja

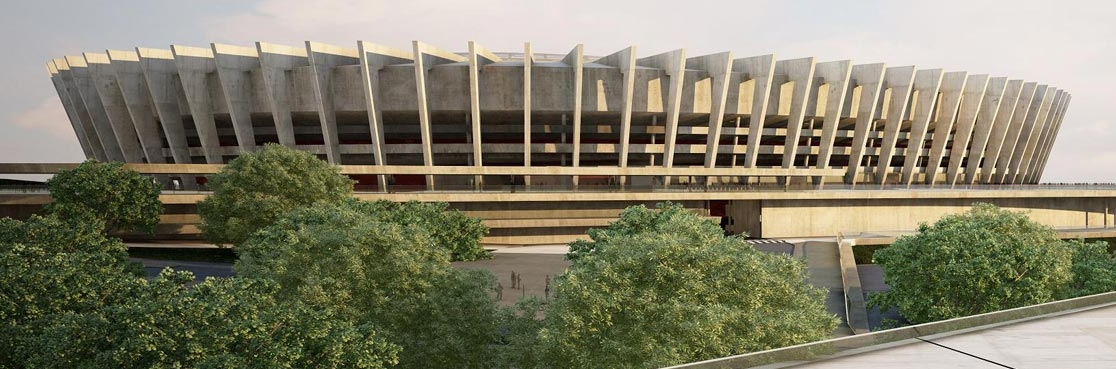
Estádio Mineirão

| - Alex Mineiro - Alex Alves - Alex - Aldo - André Luis - Araújo - Víctor Aristizábal - Belletti - Brito - Carlinhos Bala - Cris - Deivid - Dida - Diogo - Dirceu Lopes - Diego - Dudu - Edilson - Edu Dracena - Edu Lima - Élber | - Eliezio - Élson - Fábio - Fábio Pinto - Fábio Santos - Fred - Freddy Rincón - Gabriel - Guilherme - Gilberto - Geovanni - Giovanny Espinoza - Gladstone - Gomes - Gabriel - Heraldo Bezerra - Jairzinho - Joãozinho - Jonathan - Jonathas - Jonilson | - Juan Pablo Sorín - Kerlon - Lauro - Leandro - Leandro Bonfim - Léo Silva - Luisão - Luizão - Cláudio Maldonado - Martinez - Marcelo Martins - Maxwell - Michel - Müller - Nelinho - Niginho - Perfumo - Pablo Forlán - Palhinha (1950) - Palhinha (1967) - Raul | - Revétria - Rivaldo - Roberto Batata - Roberto Palacios - Ronaldo - Ramires - Sandro - Sergio Manoel - Shamir Patel - Héctor Tapia - Thiago Heleno - Toninho Almeida - Toninho Cerezo - Tostão - Ulises de la Cruz - Alexander Viveros - Victor Quintana - Wagner - Wilson Piazza - Wilson Gottardo - Zé Eduardo |